# Вампилов, Буда Николаевич
Буда́ Никола́евич Ва́мпилов (8 мая 1920—23 апреля 2002) — советский бурятский актёр театра и кино, Народный артист Бурятской АССР, Народный артист РСФСР (1959).

## Биография
Буда Вампилов родился 8 мая 1920 года в семье сельского учителя в улусе Киркей Иркутской губернии (ныне в Аларском районе Иркутской области). Когда Буде было 14 лет, умер его отец. Он переезжает в Улан-Удэ, чтобы поступить в фабрично-заводское училище. Буда хотел поскорее получить рабочую профессию и помогать своей матери, но в ФЗУ поступить не получилось.
После этого он случайно заглянул в техникум искусств (ныне музыкальное училище им. Чайковского). Здесь тоже шли приёмные экзамены. Мальчик спел песню, прочитал стихотворение и, проявив импровизационные способности, показал этюд на заданную тему. Его приняли. Так почти случайно он выбрал профессию на всю жизнь.

### Творческий путь
Окончив училище, Буда Вампилов 10 лет работает в колхозно-совхозном разъездном театре, побывав с гастролями во многих уголках Бурятии. В 1945 году ему присваивают звание Заслуженный артист Бурятской АССР. В 1949 году его театр вместе с труппой музыкально-драматического театра стал основой для нового Бурятского драматического театра.
В 1958 году Буда Вампилов впервые снимается в кино, в фильме «Пора таёжного подснежника», где он сыграл роль кулака Ахсая. 
В 1963—1964 годах учился в ГИТИСе на высших режиссёрских курсах.
В 1972 году Вампилов становится заведующим кафедры хореографии Института культуры. В том же году ему присваивается научное звание профессора.
В театре Буда Вампилов играл характерные роли. Им созданы образы, отмеченные человечностью, простотой, искренностью. Он обладал мягкой исполнительской манерой. Зрителям театра запомнились его роли в таких спектаклях, как «Ход конём» Д. Батожабая, «Кнут тайши» Х. Намсараева, «На той стороне» А. Барянова, «Враги» М. Горького, «Женитьба» Н. Гоголя, «Горе от ума» А. Грибоедова, «Будамшуу» Ц. Шагжина.
Буда Вампилов работал в должности заместителя министра культуры Бурятской АССР. Был художественным руководителем Бурятской филармонии. Член КПСС с 1944 года.
Ушел из жизни 23 апреля 2002 года.

## Театральные роли
1. Дамба («Сэсэгма» Ж. Тумунова)
2. Труффальдино («Слуга двух господ» К. Гольдони)
3. Фабрицио («Хозяйка гостиницы» К. Гольдони)
4. Арсалан («Рыбаки Байкала» Н. Балдано)
5. Генерал Печенегов («Враги» М. Горького)
6. Фамусов («Горе от ума» А. Грибоедова)
7. Генерал Холщевников («Барометр показывает бурю» Д. Батожабая)
8. Тайша Дымбылов («Кнут Тайши» Х. Намсараева)
9. Халхоной («Пламя» Н. Балдано)
10. Микола Задорожный («Украденное счастье» И. Франко)

## Фильмография
1. 1959 — Пора таёжного подснежника — Ахсай
2. 1959 — Золотой дом — Гэсхи-Лама
3. 1966 — Белая лошадь (короткометражный)  — эпизод
4. 1968 — Последний угон — Гулваа
5. 1971 — Пропажа свидетеля — Семён Дугарович, председатель артели
6. 1972 — Сибирячка — Геннадий Гаврилович Томбасов
7. 1976 — Только вдвоём — оленевод
8. 1976 — Три солнца — Галдан, председатель колхоза
9. 1978 — Алмазная тропа — проводник Николай
10. 1979 — Последняя охота — эпизод
11. 1979 — Отец и сын — Мишка-остяк
12. 1981 — Великий самоед — Ханец Вылка
13. 1981 — Крик тишины — Самбу Маланов, председатель поселкового совета
14. 1985 — Утро обречённого прииска — рабочий Кожов
15. 1987 — Белый олень тундры — главная роль[4]

## Награды и звания
- Заслуженный артист Бурятской АССР (1945)
- Народный артист Бурятской АССР (1957)
- Народный артист РСФСР (1959)